# فريدريش لست

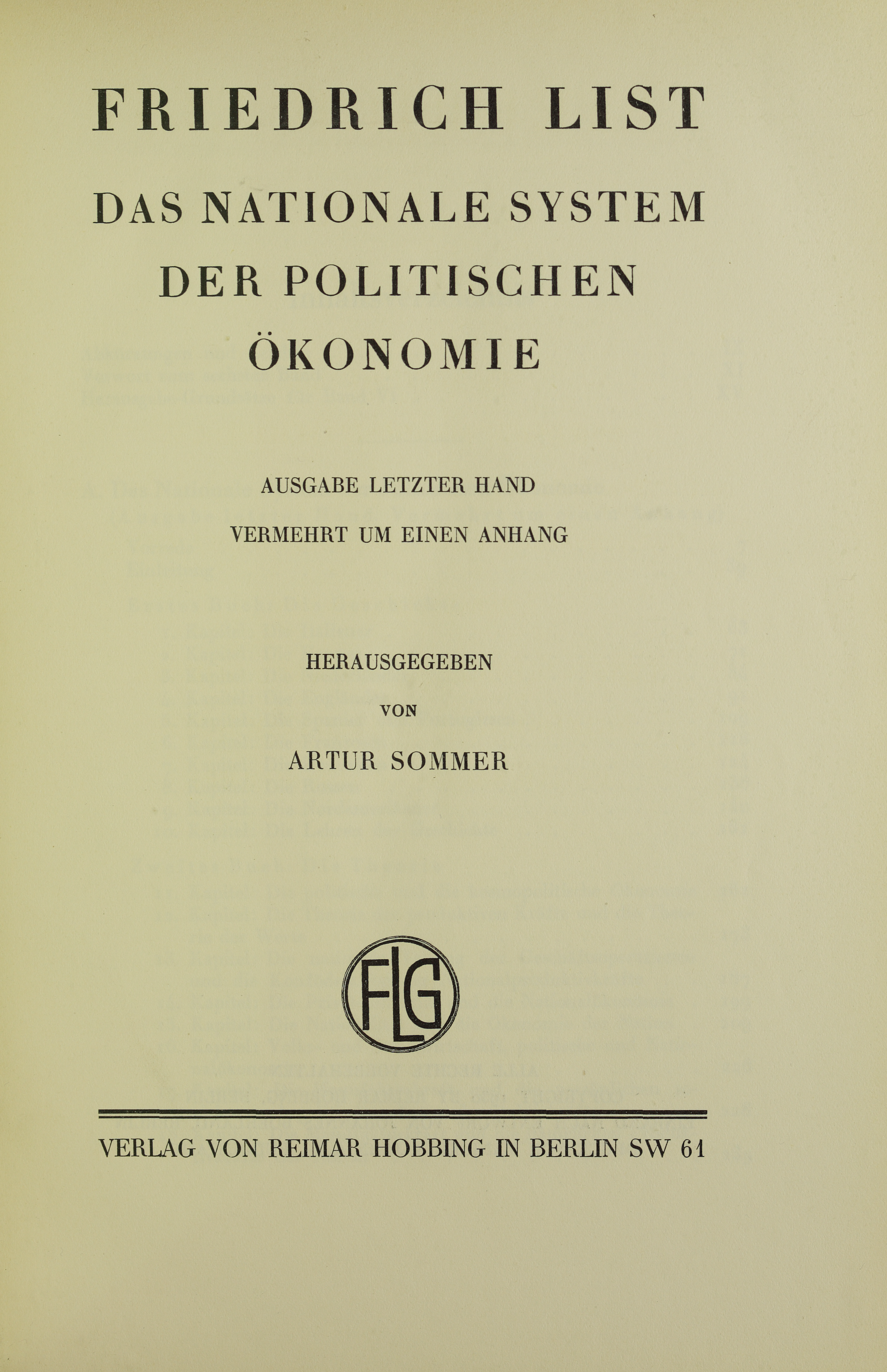
Nationale System der politischen Ökonomie, 1930

جورج فريدريش لست (بالألمانية: Daniel Friedrich List)‏ (6 أغسطس 1789 – 30 نوفمبر 1846): عالم اقتصاد ألماني أمريكي أسس «النظام الوطني للاقتصاد السياسي». وكان أبًا للمدرسة التاريخية للاقتصاد، وجادل لصالح الاتحاد الجمركي الألماني من وجهة نظر قومية. دافع عن فرض التعريفات على البضائع المستوردة مع دعم التجارة الحرة للبضائع المحلية، قال إن تكلفة التعريفة يجب أن تُرى على أنها استثمار في إنتاجية البلد المستقبلية.
كان لست ليبراليًا سياسيًا تعاون مع كارل فون فورتيك وكارل ثيودور ويلكر موسوعة روتيك فيلكاشز للدولة، وهي موسوعة عن العلوم السياسية دافعت عن الليبرالية الدستورية والتي أثَّرت في الفورمرتس. في ذلك الوقت في أوروبا، كانت الأفكار الليبرالية والقومية مرتبطةً بشكل غير قابل للفصل تقريبًا، ولم تكن الليبرالية السياسية مرتبطةً بعد بما اعتُبر لاحقًا «الليبرالية الاقتصادية». يعتبر إيمانويل تود وجون مينارد كينز الاستمرارية المنطقية لاست بمثابة عالم نظري «الرأسمالية المعتدلة أو المنظمة».

## سيرته الشخصية

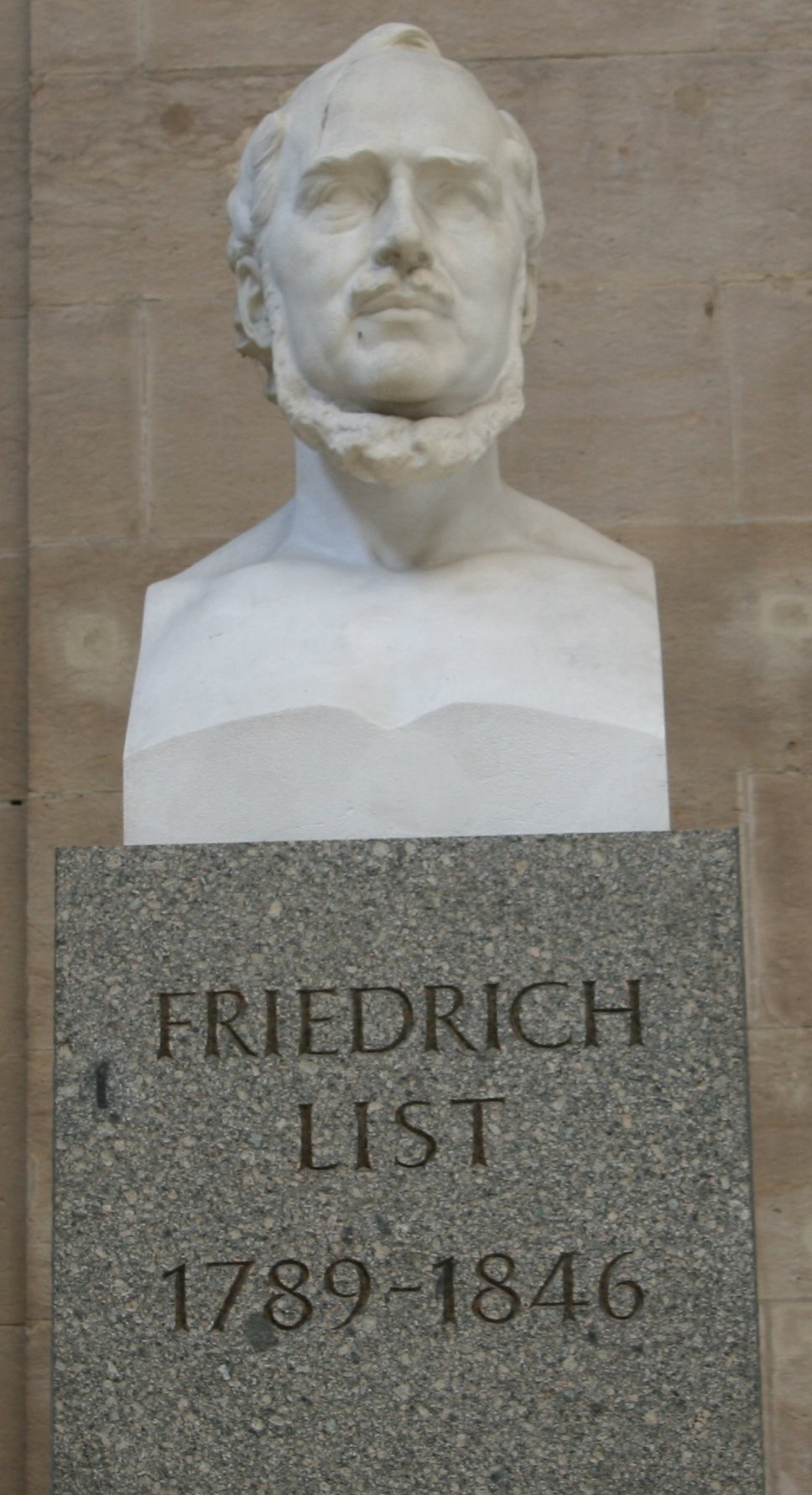
جورج فريدريش مؤسس النظام الوطني للاقتصاد السياسي

وُلد لست في رويتلينغن، فورتمبرغ. لم يرغب بسلوك مهنة والده، الذي كان دباغًا ناجحًا، أصبح محاسبًا في الخدمة العامة (ما يُسمى«ديوانيّ المكاتب»)، وبحلول عام 1816 كان قد ترقى إلى منصب وكيل الوزارة. في عام 1817، عُين أستاذًا للإدارة والسياسة في جامعة توبنغن، ولكن سقوط الوزارة عام 1822 أجبره على الاستقالة. وباعتباره نائبًا لديوان فورتمبرغ، كان ناشطًا في مناصرة الإصلاحات الإدارية. طُرد في النهاية من الديوان وحُكم عليه في أبريل 1822 بالسجن لعشرة أشهر مع العمل الشاق في حصن آسبيرغ. هرب إلى ألزاس، وعاد عام 1824 ليكمل حكمه بعدما زار فرنسا وإنجلترا، أُطلق سراحه مع تعهده بالهجرة إلى أمريكا.
بعدما وصل إلى الولايات المتحدة عام 1825، استقر في بنسلفانيا، حيث أصبح صاحب أراضٍ على نطاق واسع. دخل في مجال الزراعة أولًا، ولكنه انتقل إلى الصحافةً بعدها بفترة قصيرة وحرر صحيفة ألمانية في ريدنغ. كان ناشطًا في تأسيس السكك الحديدية. يناقش البعض (تشانغ، 2002 على سبيل المثال) أنه جمع الإلهام من أعمال ألكساندر هاملتون في أمريكا ما جعله عالم اقتصاد لوجهة نظره المُعلنة «النظام الوطني» التي وجدت طريقها للتنفيذ في النظام الأمريكي لهنري كلاي. ينكر آخرون هذا (داستول، 2011)، لأنه تنازع من أجل الاتحاد الجمركي الألماني مسبقًا عام 1819، عندما أسس أول اتحاد ألماني للصناعة والتجارة. تسبق أفكار لست عن الحمائية إقامته المؤقتة في أمريكا، وكانت متأثرةً بالحمائيين الليبراليين مثل أدولف تيير. كانت دراسة الصناعة الفرنسية (1819) لجان أنطوان شابتال المرجع النظري الرئيسي الذي استشهد به لست في كتيبه لعام 1827 بعنوان الخطوط العامة للاقتصاد السياسي الأمريكي، الذي دافع فيه عن عقيدة الحماية النفعية والتجارة الحرة، وجعله اكتشاف الفحم في بعض من أراضيه التي اكتسبها مستقلًا ماديًا.
في عام 1830، عُيِّن قنصلًا للولايات المتحدة في هامبورغ، ولكن عند وصوله إلى أوروبا وجد أن مجلس الشيوخ فشل في تثبيت تعيينه. بعد عيشه بعض الوقت في باريس، عاد إلى بنسلفانيا. استقر بعدها في لايبزيغ عام 1833، حيث عمل بعض الوقت قنصلًا للولايات المتحدة. وكان صحفيًا في باريس منذ عام 1837 وحتى 1843، حيث كتب مقالات لصحيفة يسار الوسط التابعة لتيير اسمها لو كونستيتيوسونيل. كتب عدة رسائل إلى صحيفة أوغسبورغ ألغاماين، ونُشرت عام 1841 في مجلد تحت عنوان النظام الوطني للاقتصاد السياسي
أسس عام 1843. صحيفة زولفراين في أوغسبورغ، وهي صحيفة دافع فيها عن توسيع الاتحاد الجمركي (بالألمانية: زولفراين)، وتنظيم النظام التجاري الوطني. ودافع بقوة عن تمديد نظام السكك الحديدية في ألمانيا. يعود سبب إنشاء زولفراين التي وحدت ألمانيًا اقتصاديًا بشكل كبير إلى اندفاعه وحماسه.
في عام 1841، أجبرته صحته المعتلة على رفض عرض تحرير صحيفة غاينشيه، التي كانت صحيفة جديدة في كولون برؤى ليبرالية، وأخذ الوظيفة كارل ماركس. زار النمسا وهنغاريا عام 1844. وفي عام 1846، زار إنجلترا مع رؤية لتشكيل تحالف تجاري بين ذلك البلد وألمانيا، ولكنه لم ينجح. كانت أيامه الأخيرة مظلمة بسبب العديد من المحن؛ خسر الكثير من أملاكه الأمريكية في أزمة مالية، وسيطرت عليه صحته المعتلة، وقتل نفسه بتاريخ 30 نوفمبر 1846. 

## تأثيراته
شكَّل عداء لست للتجارة الحرة أفكار صديقه أدولف تيير بشكل حاسم وحمائيين ليبراليين آخرين في فرنسا. تأثر لاحقًا بألكساندر هاملتون والمدرسة الأمريكية المتجذرة في مبادئ هاملتون الاقتصادية، ومن ضمنها دانيل رايموند، ولكن أيضًا بواسطة أسلوب التفكير العام لوزير الخزانة الأمريكي الأول، وبنقده اللاذع لتعاليم آدم سميث. عارض المبدأ العالمي في النظام الاقتصادي المعاصر والتعاليم المطلقة للتجارة الحرة التي كانت متناغمة مع ذلك المبدأ، وأنشأ عوضًا عن ذلك الحجج المؤيدة للصناعات الناشئة، التي عرضها عليه هاملتون ورايموند. منح أهميةً للفكرة الوطنية وأصر على المتطلبات الخاصة لكل دولة بحسب ظروفها وبالأخص حسب درجة تقدمها. شكك على نحو معروف بصدق الدعوات إلى التجارة الحرة من الدول المتقدمة، وبالأخص بريطانيا: 
أي دولة تزيد من طاقتها التصنيعية وملاحتها عن طريق وسائل الواجبات الوقائية وفرض قيود على الملاحة إلى درجة من التطور بحيث لا تستطيع أي دولة أخرى تحمُّل المنافسة معها، لا تستطيع فعل شيء أكثر حكمة من رمي سلالم عظمتها هذه بعيدًا، ووعظ بقية الدول عن فوائد التجارة الحرة، والإعلان بنبرات توبة أنها كانت حتى اليوم تتجول في طرق الخطأ، وأنها وللمرة الأولى الآن قد نجحت في اكتشاف الحقيقة.
كانت فكرته عن القوى المنتجة متأثرة بفلسفة الإنتاجية لفريدريك فيلهيلم يوزف شيلن. وكان يعرف روبرت شومان وهاينرش هاينه.

## ا
سميث وجاي. بي. ساي. قارن لست بين السلوك الاقتصادي للفرد وسلوك الدولة. يروج الفرد لمصالحه الشخصية فقط ولكن الدولة تعزز مصالح جميع مواطنيها. قد يزدهر الفرد من نشاطات التي قد تضر مصالح الدولة. «قد تكون فاجعة عامة لبلد، ومع ذلك قد يبلي بعض الناس حسنًا في إدارة تجارة العبيد وتملك العبيد». وبطريقة مماثلة، قد تضر النشاطات النافعة للمجتمع بمصالح أفراد معينين». «قد تشكل القنوات وسكك الحديد منفعةً كبيرة للدولة، ولكن جميع سائقي العربات سوف يشتكون من هذا التحسن. يشكل كل اختراع جديد بعض الإزعاج لعدد من الأفراد، ومع ذلك فهو نعمة عامة». جادل لست أنه على الرغم من أن بعض الإجراءات الحكومية كانت ضرورية لتحفيز الاقتصاد، قد تكون حكومة المفرطة في الحماس ضارة أكثر من نافعة». تنظيم كل شيء والترويج لكل شيء عن طريق توظيف القوى  هي سياسية سيئة، حيث قد تُنظِّم الأشياء نفسها بنفسها بشكل أفضل وبالإمكان الترويج لها بشكل أفضل بواسطة المجهودات الخاصة؛ ولكن السماح لتلك الأشياء بالمضي وحدها هي ليست سياسة أقل سوءًا ويمكن أن يروج لها فقط عن طريق إدخال القوى الاجتماعية.»

## وفاته
توفي فريدريك لِسْت عام 1846م.

## روابط خارجية
- فريدريش لست على موقع الموسوعة البريطانية (الإنجليزية)